# Sint-Lambertuskerk (Broekom)

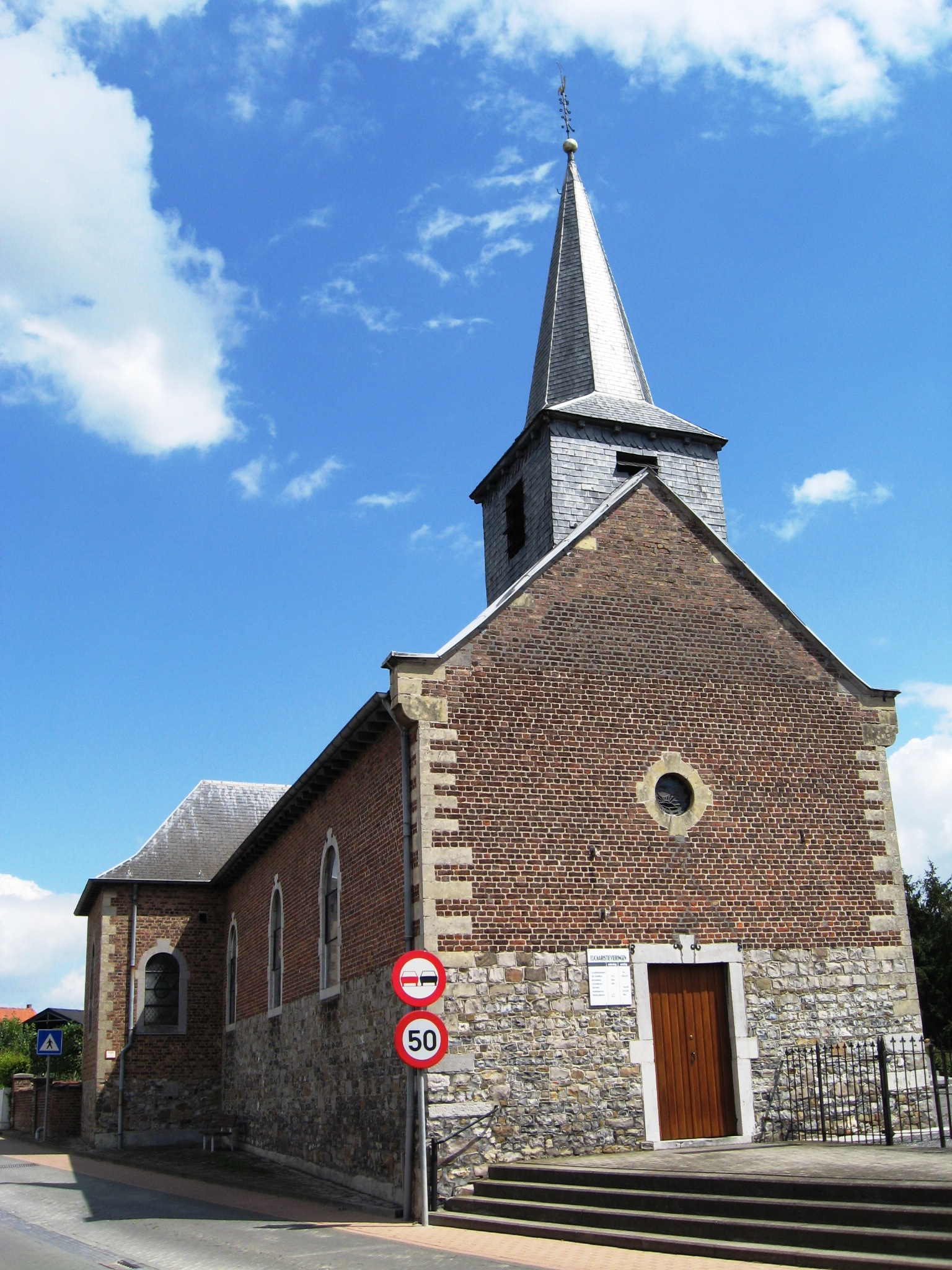
Sint-Lambertuskerk

De Sint-Lambertuskerk is de parochiekerk van Broekom, gelegen aan de Broekomstraat.

## Geschiedenis
Oorspronkelijk stond hier een romaans kerkgebouw. Van 1599-1635 werd er melding gemaakt van de vervallen toestand van dit gebouw. In 1727 vond herstel plaats, maar in 1784 werd een geheel nieuwe bakstenen kerk gebouwd in classicistische stijl, waarbij de onderbouw van de romaanse voorganger bewaard bleef. Deze onderbouw bestaat uit breuksteen van kwartsiet en silex. In 1879 waren er plannen om de kerk af te breken en een nieuwe te bouwen op een andere plaats. Dit ging echter niet door. Wel werd de kerk van 1908-1910 nog vergroot met één travee, waarvoor het oude koor plaats moest maken. In 1937 werd het transept gebouwd. Sindsdien wordt het koor als sacristie gebruikt.
De bescheiden westtoren is geheel met leien bekleed.

## Interieur
De eenbeukige zaalkerk bezit vier schilderijen in grisaille van de westerse kerkleraren (18e eeuw). Deze zijn afkomstig van de preekstoel. Ook uit de 18e eeuw is een schilderij van Maria-Tenhemelopneming.
De kerk bezit middeleeuwse beelden van Sint-Anna (1520) en Sint-Lambertus (1390-1400). Uit de 18e eeuw stammen een portiekaltaar en een bidstoel (1732). Een messing wijwatervat is uit 1663.

## Kerkhof
Op het kerkhof is er een grafsteen van ridder Hermanus van Broekom († 1274) en zijn zoon († 1291) en verder een aantal 17e-eeuwse grafkruisen.